# Beru (Wlingi)
Beru is een bestuurslaag in het regentschap Blitar van de provincie Oost-Java, Indonesië. Beru telt 7355 inwoners (volkstelling 2010).